# 嗜血破晓
是2009年一部科幻恐怖电影，导演和编剧为澳大利亚导演史派瑞兄弟，伊森·霍克和威廉·达福主演。

## 劇情
2019年，世界成了吸血鬼的天下，由于人类越来越少，吸血鬼急需研究出血液的替代品，血液专家爱德华·道尔顿（伊森·霍克饰）从事这项工作，其老板查尔斯·布罗姆利（萨姆·尼尔饰）是一位野心家，他希望通过垄断新的替代品获得巨额利润。爱德华·道尔顿在一次意外结识了人类奥德丽·班尼特（克勞迪婭·卡梵饰），通过她认识了在一次意外中由吸血鬼奇迹般变成人类的“艾维斯”（威廉·达福饰），在三人的共同努力下，找到了由吸血鬼变成人类的方法。

## 演員
- 伊森·霍克 飾演 愛德華·道爾頓

一位血液學家，在35歲時被其弟弟轉化成吸血鬼，目前任職在新成立的布羅姆利公司，替公司研究人血替代品。由於同情人類，因此在瘟疫爆發後拒絕飲用人血，選擇飲用動物的血液攝取養分。他自發性的開始研究將吸血鬼變回人類的計畫，並帶領一場將吸血鬼變回人類的革命。
- 威廉·達佛 飾演 萊諾·"艾維斯"·戈馬克

在瘟疫爆發前是一位職業汽車技師，駕駛著1957年的Chevrolet Bel Air，該市第一部搭載可伸縮的紫外線防護銀幕與外掛式攝影機的車。某次在白天開車時因沒有喝人血而精神恍惚，導致其撞上柵欄並摔出車外。因暴露在陽光下，全身充滿火焰，最終掉入水中。因為掉入水中使身上的火焰熄滅，所以撿回一命，艾維斯也因此變回人類。
- 森·尼爾 飾演 查爾斯·布羅姆利

布魯姆利公司的擁有者, 前者為全美最大的人血供應商。2008年在瘟疫爆發前, 他被診斷出罹患癌症，並只剩下幾天可活。因變成吸血鬼而將其從癌症中獲救,可是也因此付出代價，那就是其心愛的女兒艾利森將其拒於門外。他不想變回人類, 因為他想藉由新生命變成最有錢的人並長生不老。
- 克勞迪婭·卡梵（英语：Claudia Karvan） 飾演 奧黛麗·班尼特

瘟疫爆發時正在讀大學，因不想變成吸血鬼而藏身在家族的老葡萄園裡, 同時還聚集其他倖存者並保護他們。她發現變回人類的艾維斯並收留他，兩人帶領組織試圖尋找其他倖存者。
- 麥可·多曼（英语：Michael Dorman） 飾演 法蘭基·道爾頓

與愛德華關係疏遠的弟弟，在布羅姆利公司任職的雇傭兵。因懼怕失去哥哥而將愛德華變成吸血鬼。變回人類後有所頓悟，並開始協助愛德華，但很快因此被殺。
- 伊莎貝拉·盧卡斯 飾演 艾莉森·布羅姆利

與查爾斯關係疏遠的女兒,被受到命令的法蘭基轉化成吸血鬼。為了拒絕其父親，選擇藉由喝下自己的血，突變成變種吸血怪。她的死讓法蘭基有所頓悟，使後者改變立場，轉而協助人類。
- 文斯·科洛斯莫 飾演 克里斯多福·卡魯索

一位血液學家, 艾德華在布羅姆利公司的同事。他成功的研發人血替代品, 將使其在吸血鬼世界變得富有並地位崇高, 也因此敵視任何可能治愈吸血鬼病的行為。